# Battaglia di Langensalza (1075)
La prima battaglia di Langensalza, conosciuta in Germania come Schlacht bei Homburg an der Unstrut, fu combattuta nel contesto della ribellione dei Sassoni il 9 giugno 1075 tra le forze del re Enrico IV di Germania e diversi nobili sassoni ribelli sul fiume Unstrut vicino a Langensalza, in Turingia. La battaglia fu una vittoria schiacciante per Enrico, che riuscì così a soggiogare i sassoni poco prima dell'inizio della lotta per le investiture.

## Gli antefatti
Il re della dinastia salico Enrico IV aveva ereditato le dispute contro i sassoni da suo padre Enrico III, i cui lunghi e costosi soggiorni presso il Palazzo Imperiale di Goslar avevano infastidito i nobili locali. Dall'inizio del suo regno nel 1065, il quindicenne Enrico IV vide il suo potere diminuire in Sassonia durante la reggenza di sua madre Agnese di Poitou, situazione che imponeva il ripristino della sua autorità imperiale nell'area. I tentativi di ripristinare il potere imperiale sulle foreste di Harz non furono ben accetti dai liberi sassoni, così come gli altri sforzi per estendere il potere della corona in generale, nonché le crescenti richieste del fisco. Enrico continuò la politica paterna di costruzione di castelli gestiti dai propri fedeli, categoria composta principalmente da funzionari svevi, favorendo però così il risentimento con i sassoni locali. In particolare, il grande castello di Harzburg divenne per i sassoni un simbolo della tirannia imperiale e fu vista anche come un ostacolo ai diritti tradizionali sassoni. Come suo padre, Enrico desiderava fissare come capitale fissa del regno tedesco Goslar.
Nel 1070-71 Enrico entrò in conflitto con il duca sassone di Baviera Ottone di Nordheim, e con il futuro duca di Sassonia Magnus Billung, figlio del duca Ordolfo di Sassonia. Il re revocò il titolo e la proprietà di Ottone e tenne prigioniero Magnus nel castello di Harzburg, anche dopo che quest'ultimo successe a suo padre al ducato sassone nel 1072. Ciò aumentò le tensioni tra la corte imperiale e i sassoni e la successiva liberazione di Magnus in cambio di settanta svevi catturati a Luneburgo fece ben poco per incoraggiare un disgelo nelle relazioni. Con rabbia il re respinse diverse petizioni sassoni per ottenere un risarcimento.
Nel 1073 diversi vescovi e principi si ribellarono. Numerosi castelli furono assediati e il re fu costretto a fuggire da Harzburg a Hessewech. Nel febbraio del 1074 si recò a Gerstungen assieme ad un esercito; a Hersfeld incontrò l'esercito ribelle, costituito dal doppio delle sue forze; le due parti non vollero scendere in battaglia e firmarono il trattato di Gerstungen in cui Enrico dovette fare diverse concessioni, pensando che i Sassoni avrebbero impedito il rispetto del trattato. I liberi sassoni si sentirono traditi dai nobili per il trattato di pace e saccheggiarono la fortezza di Harzburg, distruggendo il castello e commisero atti di sacrilegio così empi (dispersero le ossa dei membri della famiglia reale, insieme a quelle di un abate e di Sant'Anastasio) che scioccarono la popolazione locale e le autorità religiose. Enrico sfruttò la situazione come pretesto per riprendere le ostilità. Egli ottenne il sostegno di alcuni vescovi, della feudalità inferiore e dei borghesi. Mentre Enrico stava conducendo una campagna contro i Magiari, i legati papali stavano supportando i ribelli sassoni. Nel 1075 Ottone di Nordheim, insieme al conte palatino di Sassonia e al vescovo Burcardo II di Halberstadt, dichiarò apertamente la sua ostilità, usando come scusa le violazioni del trattato di Gerstungen da parte di Enrico. Egli raccolse il supporto di molti liberi sassoni e di Turingia, ma molti nobili e contadini non accettarono di unirsi a lui.
Il re si accampò a Bredingen e riuscì a ottenere le defezioni di alcuni nobili sassoni inferiori con la promessa di accogliere le loro rimostranze. A giugno andò a Langensalza.

## La battaglia
Quando Enrico arrivò a Langensalza, fu vicino all'accampamento sassone. Le due parti si incontrarono per la battaglia di Homburg il 9 giugno.
L'esercito sassone aveva diverse migliaia di uomini, ma come da tradizione sassone, la maggior parte di loro era a piedi. I loro ranghi erano formati da nobili con i loro vassalli, oltre che liberi sassoni e alcuni servi. Molti di loro erano scarsamente addestrati, descritti dal loro avversario come "vulgus ineptum, agriculturae pocius quam militiae assuetum, quod non-animo militari sed principum terrore coactum, contra mores et instituta sua in aciem processisset".
L'esercito di Enrico IV avanzò a cinque file, nonostante il terreno aperto a sud del fiume Unstrut. I sassoni si precipitarono fuori dal loro castello di Homburg tutti a cavallo, lasciando indietro i loro fanti.
Lo scontro che seguì fu, più che una battaglia, una rotta. Una carica degli Svevi del duca Rodolfo distrusse quasi istantaneamente il centro dello schieramento sassone. I capi sassoni presero i loro cavalli e fuggirono, ma i fanti furono massacrati e diverse migliaia di fanti morirono annegando nell'Unstrut. I loro cadaveri vennero quindi saccheggiati dall'esercito di Enrico. In battaglia trovarono la morte il margravio d'Austria Ernesto, il conte Engelberto ed i figli del parente del re Eberardo di Nellenburg, Enrico ed Eberardo, oltre che molti nobili svevi e bavaresi; dal lato opposto morirono invece il conte Gebeardo di Supplimburgo e Folcmaro e Suidgero, appartenenti alla media nobiltà. I caduti nobili sassoni furono pochi perché, secondo Lamperto, essi conoscevano il terreno e la loro fuga, coperta dalla polvere, fu eseguita per mezzo di cavalli veloci, al contrario della fanteria che fu invece massacrata.

## Le conseguenze
La sconfitta per i sassoni fu schiacciante. Il vescovo Burcardo II fu catturato. L'arcivescovo di Magonza, Sigfrido I di Magonza, minacciò di scomunica i Turingi per ottenere fondi per finanziare l'insurrezione: tuttavia Enrico e il suo esercito devastarono la campagna sassone e della Turingia, portando le regioni alla fame. L'arcivescovo di Magdeburgo Guarniero alla fine si arrese e chiese i termini per la prigionia dei ribelli. Enrico chiese una breve prigionia per tutti i capi, così come la confisca dei loro feudi e la loro ridistribuzione tra i fedeli imperiali. Per quanto rigidi fossero i termini, la vittoria completa che Enrico ottenne a Langensalza li convinse ad accettare. Con un gesto umiliante, i vescovi ribelli, i nobili e i contadini camminarono scalzi tra le file dell'esercito del re e si sottomisero a lui. Il re convocò quindi un incontro di principi a Goslar a Natale per determinare il futuro della Sassonia; alla fine liberò Ottone di Nordheim e lo fece viceré in Sassonia. Enrico considerò risolta la questione sassone, ma lotta per le investiture mise fine alla pace.